# Нивы (Торжокский район)
Нивы — деревня в Торжокском районе Тверской области. Входит в состав Сукромленского сельского поселения.

## История
По данным карты РККА Валдайской возвышенности деревня ранее носила название Весёлая Нива.
По данным на 12 июля 1929 года деревня входила в Сукромленский сельсовет Новоторжского района.
До 2005 года деревня входила в Сукромленский сельский округ.

## Население
В 2008 году в деревне постоянно проживало 3 жителя.
| 2010 |
| ---- |
| 1    |